# Естер Банфи
Естер Банфи (на унгарски: Bánffy Eszter) е унгарска археоложка – праисторик и академик. От 2013 г. тя е директор на Романо-германската комисия в Германския археологически институт. Освен това е професор в Археологическия институт на Унгарската академия на науките. Тя е родена на 27 март 1957 г. в град Будапеща, Унгарска народна република.
На 9 април 2015 г. Банфи е избрана за член на Обществото на антикварите в Лондон. През 2017 г. е избрана за член-кореспондент на Британската академия, националната академия за хуманитарни и социални науки на Обединеното кралство. Тя е и избрана член на Европейската академия на науките и изкуствата.